# Johan Erik Lilja
Johan Erik Lilja, född 28 juli 1878 i Helgona församling, Södermanlands län, död 1 juni 1939 i Nyköpings västra församling, Södermanlands län, var en svensk folkmusiker.

## Biografi
Johan Erik Lilja föddes 1878 i Nyköping och kom från en musikalisk släkt. Han började spela fiol när han var sju år och tog lektioner för Karl Eriksson "Blinda Kalle" i Stigtomta socken. Därefter tog han lektioner för Johan Albert Ekvall i Nyköping. Av honom lärde han sig många låtar efter Glaboln.

## Upptecknade låtar
Följande låtar upptecknades 1924 av Olof Andersson.
- Polska i A-dur efter Glaboln.[3]
- Polska i A-dur efter Glaboln.[3]
- Polska i A-dur efter Ård i Nykyrka socken.[3]
- Vals i A-dur efter Glaboln.[3]
- Vals i A-dur. Komponerad av G. E. Flodman.[3]
- Polska i A-dur efter Olof Styrlander.[3]
- Polska i A-dur.[3]
- Vals i C-dur.[3]

Följande låtar upptecknades 1932 av Nils Dencker.
- Polska i A-dur efter Glaboln.[3]
- Polska i A-dur från Halla socken.[3]
- Polska i A-dur från Vrena socken.[3]
- Vals i G-dur efter Blinda Kalle.[3]
- Polska i A-dur efter Spel Anders i Spånga, Råby-Rönö socken.[3]
- Polska "Stor Stina låg i diket å sam" i D-dur.[3]